# Largu
Largu é uma comuna romena localizada no distrito de Buzău, na região de Valáquia. A comuna possui uma área de 41.94 km² e sua população era de 1719 habitantes segundo o censo de 2007.